# Avelino de Almeida

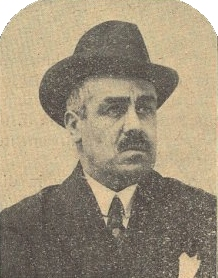
Avelino de Almeida.

Avelino de Almeida (1873 - 1932) fue un periodista portugués.

## Biografía
Comenzó su carrera periodística a los 18 años. Trabajó principalmente en el periódico O Século (El Siglo), donde pasó por varias vertientes del periodismo, como columnista, crítico teatral y comentador político. También estuvo en los periódicos A Capital (Una Capital) y A Lucta (La Lucha) y escribió crónicas para el Janeiro (Enero). También escribió sobre teatro en el periódico A Mocidade de Lisboa (La Juventud de Lisboa).
A pesar de que no era una persona religiosa, después del conocido como «Milagro del Sol» de la Virgen de Fátima del 13 de octubre de 1917, escribió en el periódico O Século una crónica de lo ocurrido, en la que decía:

Desde lo alto de la carretera donde se aglomeran los carruajes y donde permanecen muchos cientos de personas, que no se atrevieron a meterse en la tierra enlodada, se ve toda la inmensa muchedumbre volviéndose hacia el sol, libre de nubes, en el cénit. El astro parece una bandeja de plata sin brillo y se puede mirar el disco sin ningún inconveniente. No quema, no ciega. Diríase que está habiendo un eclipse. De repente se levanta un tremendo clamor y a los espectadores que estaban más cerca se les oye gritar: “¡Milagro! ¡Milagro! ¡Maravilla!”. Ante los ojos deslumbrados de aquellas gentes, cuya actitud nos trasplantaba a los tiempos bíblicos y que, pálidos de asombro, con la cabeza descubierta, contemplaban el azul del cielo, el sol vibró; el sol hizo movimientos bruscos nunca vistos, contra todas las leyes cósmicas; “el sol bailó”, según la típica expresión de los campesinos

Fue considerado por el Diário de Lisboa como uno de los principales periodistas portugueses de las primeras décadas del siglo XX.
Falleció el 2 de agosto de 1932. El cortejo fúnebre empezó en su antigua casa, en la calle de Quintinha, en Lisboa, y terminó en el Cementerio de Sintra y fue acompañado por representantes de varios periódicos portugueses y de varias instituciones sociales y culturales.